# 시드니 플래니건
시드니 플래니건(Sidney Flanigan, 1998년 10월 19일 ~ )은 미국의 가수, 배우이다. 일라이자 히트먼 감독의 2020년 영화 《전혀아니다,별로아니다,가끔그렇다,항상그렇다》를 통해 배우 데뷔했다.

## 출연 작품
- 전혀아니다,별로아니다,가끔그렇다,항상그렇다 (2019)